# Triceratops
A Triceratops (jelentése 'háromszarvú arc', az ógörög τρι- / tri 'három', κέρας / kérasz 'szarv' és ωψ / -opsz 'arc' szavak összetételéből) a növényevő ceratopsida dinoszauruszok egyik neme, amely a késő kréta kor maastrichti korszaka idején, körülbelül 68–66 millió évvel ezelőtt élt Észak-Amerika területén. A kréta–tercier kihalási esemény előtt élt utolsó dinoszaurusznemek egyike volt. A nagy nyakfodorral és három szarvval rendelkező, négy lábon mozgó, a modern orrszarvúéhoz hasonló testű Triceratops az egyik legkönnyebben felismerhető dinoszaurusz. Habár élőhelyén olyan ragadozókkal osztozott, mint a félelmetes Tyrannosaurus, nem tisztázott, hogy e két állat harcolt-e egymással olyan módon, ahogy az a múzeumi kiállításokon és dinoszauruszokat ábrázoló képeken látható.
Eddig még nem fedeztek fel teljes Triceratops csontvázat, de az állat jól dokumentált a számos részleges fosszília révén, melyeket a nem felfedezése, 1887 óta találtak. A nyakfodor és a három feltűnő arcszarv funkciója sok vitát váltott ki. A hagyományos elképzelés szerint a ragadozókkal szembeni védekezés eszközei voltak, az újabb elméletek azonban azt állítják, hogy inkább az udvarlás során és a dominancia kimutatásában játszottak szerepet, a modern rénszarvasok, havasi kecskék és óriásbogarak agancsaihoz vagy szarvaihoz hasonlóan.
A Triceratops az egyik legjobban ismert ceratopsida, bár a nem csoporton belüli pontos elhelyezkedése vita tárgya az őslénykutatók között. Két faját, a T. horridust és a T. prorsust tekintik érvényesnek, azonban több másikat is elneveztek. Egy újabb keletű vizsgálat szerint a régóta ismert ceratopsida, a Torosaurus talán a Triceratops felnőtt formáját képviseli.

## Anatómia

A Triceratops és az ember méretének összehasonlítása

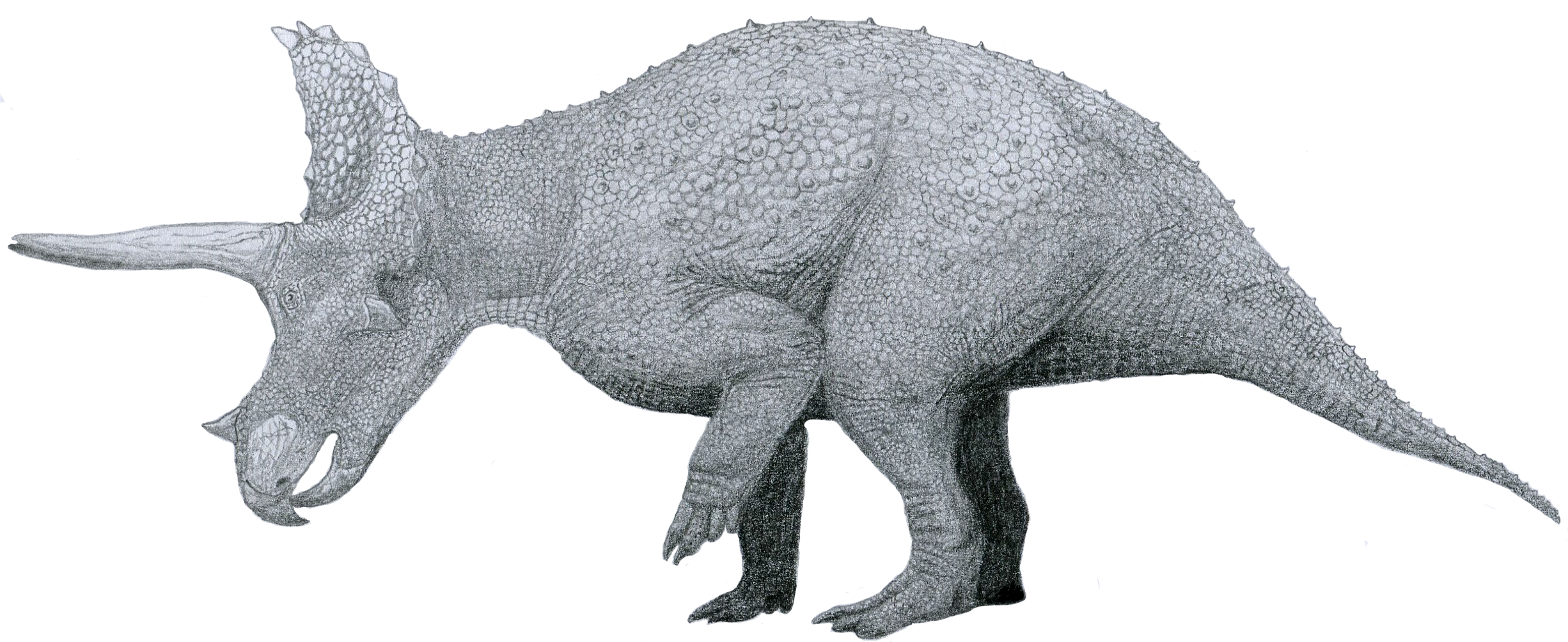
Egy fiatal Triceratops rekonstrukciója

A Triceratops becsült hossza 7,9–9,0 méter, magassága 2,9–3 méter, a tömege pedig 6,1–12,0 tonna. A legegyedibb jellemzője a nagy méretű koponya, ami a szárazföldi állatok között a legnagyobbak közé tartozik. Elérhette a 2,5 méteres hosszúságot is, vagyis majdnem az állat hosszának egyharmadát. Az orrán, az orrlyukai mögött egy szarvat viselt, a szemei felett pedig még egy párat, melyek nagyjából 1 méteresre nőttek meg. A koponya hátsó részéhez egy aránylag rövid, csont nyakfodor tartozott. A legtöbb ceratopsida dinoszaurusznál ezen a testrészen nagy nyílások (fenestrae-k) helyezkedtek el, a Triceratopsé azonban tömör volt.
A Triceratops bőre a többi dinoszauruszéhoz viszonyítva szokatlan. Egy még leíratlan példány bőrlenyomatai megmutatták, hogy némelyik fajt a jóval kezdetlegesebb ceratopsiáéhoz, a Psittacosauruséhoz hasonló sörteszerű struktúrák boríthatták.
A Triceratops fajok robusztus testtel, erős, három patában végződő hátsó és rövid, négy patában végződő mellső lábakkal rendelkeztek. Bár nyilvánvalóan négy lábon jártak, a testhelyzetük hosszú időn át vita tárgya volt. Az őslénykutatók eredetileg úgy gondolták, hogy a mellső lábak terpeszben álltak a mellkas alatt, hogy jobban meg tudják tartani a fej súlyát. Ez a testhelyzet látható Charles R. Knight és Rudolph F. Zallinger festményein is. A ceratopsia dinoszauruszoktól származó nyomfosszíliák és az újabb keletű (fizikai és digitális) csontváz-rekonstrukciók azonban megmutatták, hogy a Triceratops a terpesztett és a teljesen felegyenesedett közti átmeneti helyzetben, a könyökeit kissé kifelé tartva, nagyjából felegyenesedve (a modern orrszarvúkhoz hasonlóan) állt a szokványos mozgás során. Ez a következtetés nem zárja ki, hogy terpesztett helyzetet vett fel az összetűzések vagy a táplálkozás közben.
A Triceratops mellső és hátsó lábai más négy lábon járó dinoszauruszokhoz, például a thyreophorákhoz és a sauropodákhoz mérten elég kezdetleges felépítésűek maradtak. E két csoportban a négy lábon járó nemek mellső lábai rendszerint úgy állnak, hogy az ujjak járás közben előrefelé mutatnak. Azonban a Triceratopsnál, a többi ceratopsiához és a rokonságukba tartozó ornithopodákhoz hasonlóan a járó állat ujjainak többsége kissé kifelé fordul – e kezdetleges tulajdonság a két lábon járó formáknál, például a theropodáknál is megmaradt. A Triceratops súlyát a mellső lábak esetében csak az első három ujj tartotta, míg a negyedik és az ötödik ujj elcsökevényesedett, és e kettőn nem volt sem karom, sem pata.

## Osztályozás

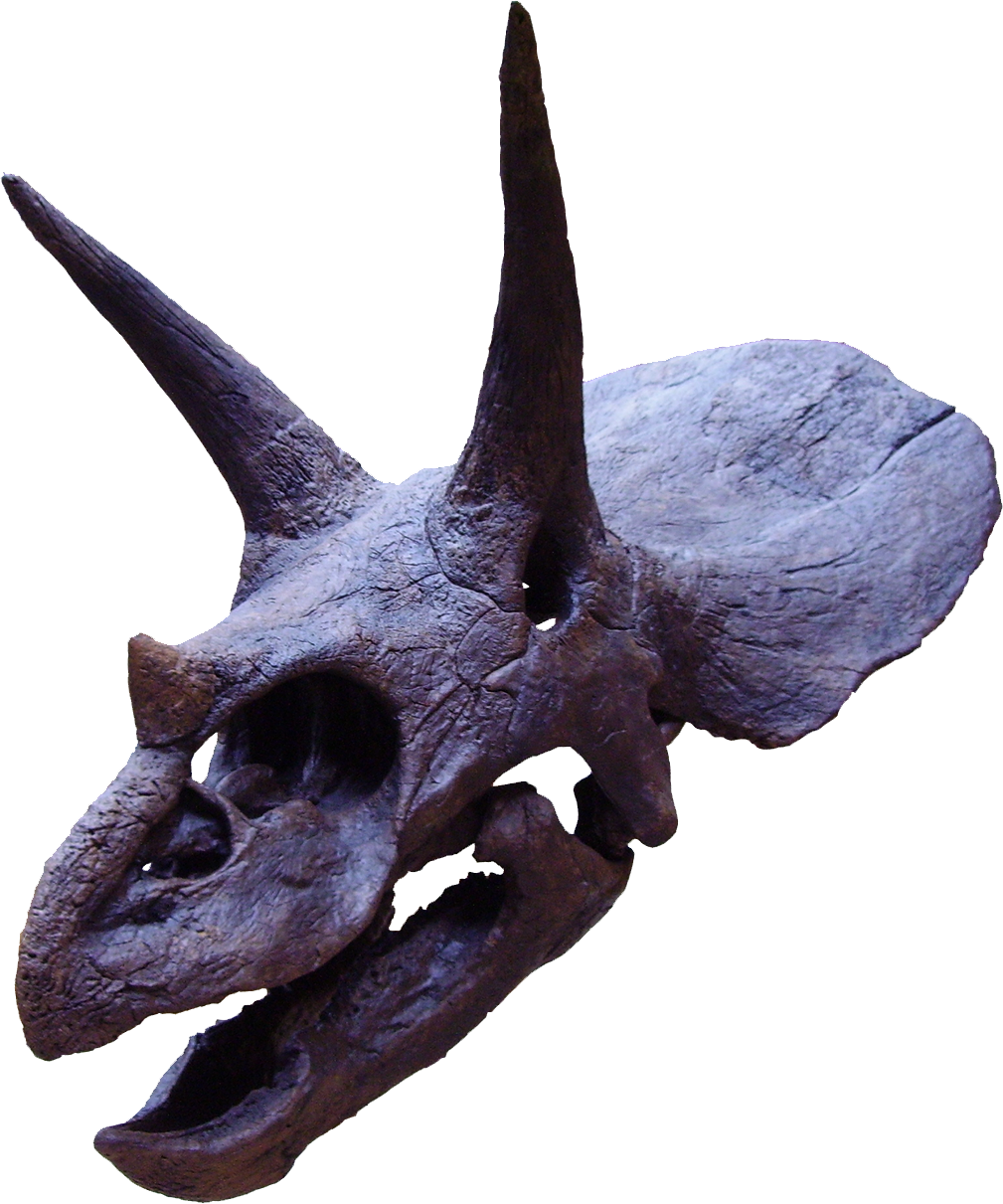
A Triceratops koponyája, szarvai és nyakfodra az Oxfordi Egyetem Természetrajzi Múzeumában

A Triceratops a nagy méretű észak-amerikai ceratopsia dinoszauruszok csoportja, a Ceratopsidae család legismertebb tagja. A Triceratops ceratopsiák közti pontos elhelyezkedése éveken át vitatott volt. A zavart a rövid, tömör (a centrosaurinákéhoz hasonló) nyakfodor és a hosszú (a ceratopsinákra jellemző) szemöldökszarvak okozták. A szarvas dinoszauruszokról szóló első áttekintésben R. S. Lull azt feltételezte, hogy két, a Monoclonius és a Centrosaurus, illetve a Ceratops és a Torosaurus által képviselt fejlődési vonal vezetett el a Triceratopshoz, melyek közül az utóbbi csoport mai értelmezése tette ezt a nemet centrosaurinává. A későbbi áttekintések támogatták ezt a nézetet, hivatalosan hosszú nyakfodrúként írva le a Chasmosaurinae alcsaládot, és rövid nyakfodrúként jellemezve a Centrosaurinae alcsaládot (belevéve a Triceratopsot is).
1949-ben C. M. Sternberg volt az első, aki megkérdőjelezte ezt az elképzelést, mivel úgy vélte, hogy a Triceratops a koponya és szarv jellegzetességei alapján közelebbi rokonságban állt az Arrhinoceratopsszal és a Chasmosaurusszal, azaz a chasmosaurinákkal (későbbi nevükön ceratopsinákkal). John Ostrom és később David Norman azonban figyelmen kívül hagyták a véleményét, és a Triceratopsot a Centrosaurinae alcsaládban helyezték el.
A további felfedezések és elemzések megerősítették Sternberg nézetét a Triceratops helyzetével kapcsolatban, T. M. Lehman pedig 1990-ben újradefiniálta mindkét alcsaládot, és ezt az állatot, különböző morfológiai jellemzői alapján, chasmosaurinaként (ceratopsinaként) sorolta be. A Triceratops, egyetlen jellemzőjétől, a rövid nyakfodortól eltekintve jól illik a ceratopsinák közé. A Peter Dodson által végzett későbbi kutatás egy 1990-es kladisztikai elemzés, valamint egy 1993-as RFTA (Resistant-Fit Theta-Rho Analysis, a koponyák alakjának hasonlóságát szisztematikusan lemérő morfometriai technika) tanulmány felhasználásával megerősítette, hogy a Triceratops a Ceratopsinae alcsaládba tartozik.
A filogenetikus rendszertanban a nemet referencia pontként használják a Dinosauria csoport definiálásához; dinoszauruszoknak nevezik a Triceratops és a Neornithes alosztály (azaz a modern madarak) legújabb közös ősét, és annak valamennyi leszármazottját. Továbbá madármedencéjű (Ornithischia) dinoszauruszoknak nevezik az összes olyan dinoszauruszt, amelynek újabb keletű közös őse van a Triceratopsszal, mint a modern madarakkal.

## Felfedezés és azonosítás

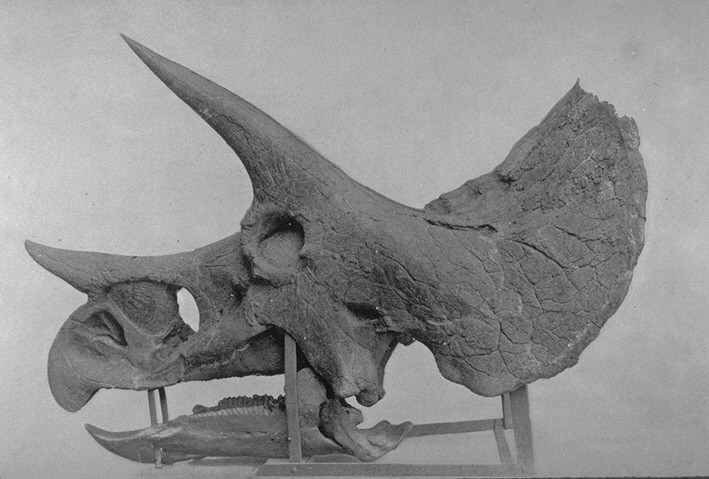
Egy Othniel Marsh által 1896-ban megjelentetett kép a Triceratops prorsus koponyájáról

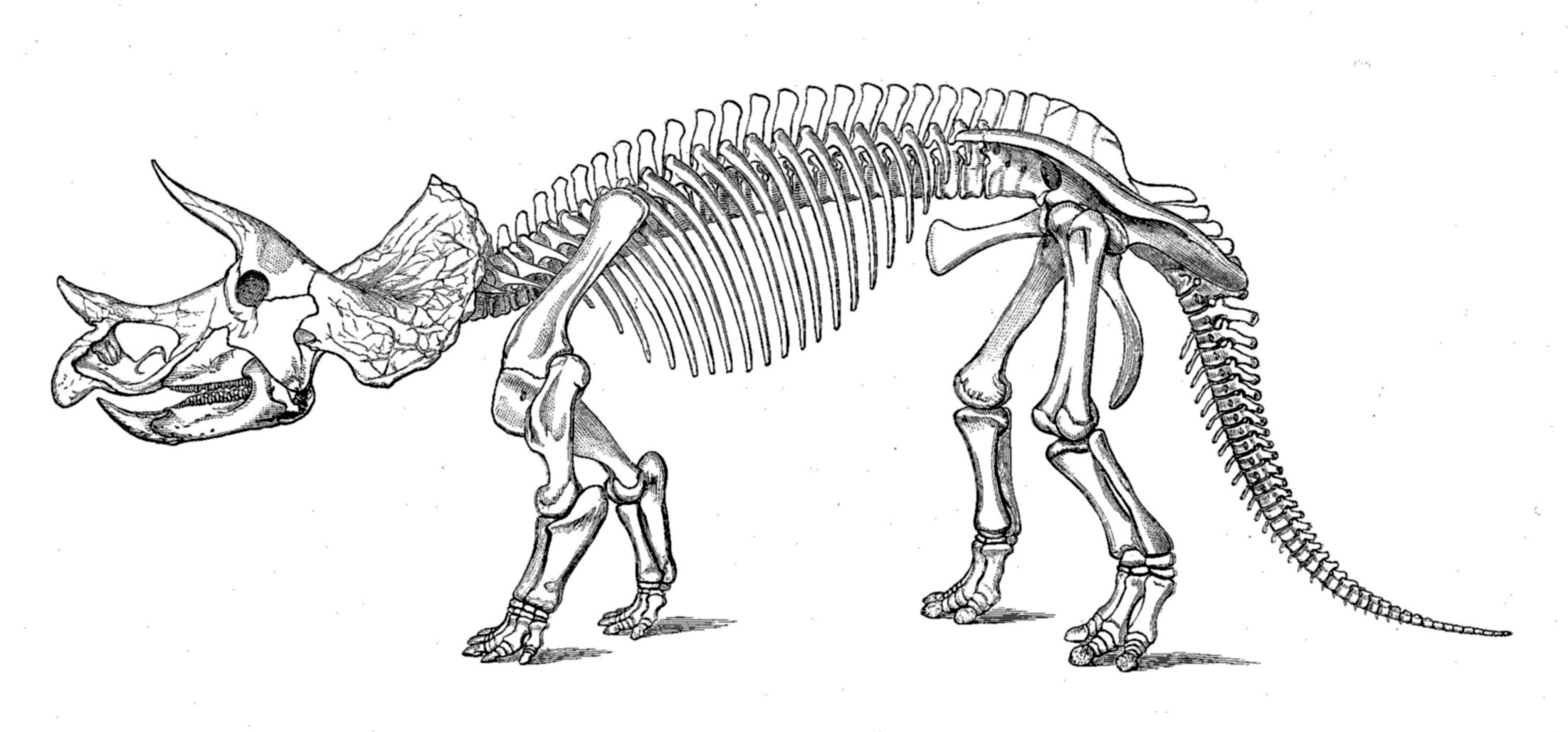
O.C. Marsh, 1913-as Triceratops prorsus csontváz rekonstrukciója

Az elsőként elnevezett Triceratops példány egy pár szemöldök szarvval ellátott koponyatetőből állt, melyre a coloradói Denver közelében találtak rá 1887 tavaszán. A fosszíliát elküldték Othniel Charles Marsh-nak, aki azt hitte, hogy egy pliocén korszakbeli formációból származik, és, hogy a lelet egy nagy méretű, szokatlan bölényhez tartozik, melynek a Bison alticornis nevet adta. A következő évben jött rá, hogy léteztek szarvas dinoszauruszok, amit a töredékes maradványok alapján ismert Ceratopsról szóló publikáció is igazol, de még ezután is úgy gondolta, hogy a B. alticornis egy pliocén korszakbeli emlős volt. A harmadik és jóval teljesebb koponya megtalálása után azonban megváltozott a véleménye. A John Bell Hatcher által 1888-ban, a Lance-formációból, Wyomingból begyűjtött egyedről először a Ceratops újabb példányaként készült leírás. A felismerés után azonban Marsh megváltoztatta a véleményét, és a lelet számára létrehozta a Triceratops nevet, elfogadva, hogy a Bison alticornis a Ceratops egy másik faja (melyet később a Triceratopshoz kapcsolt). Az állat koponyájának robusztus felépítése sok példány fosszilizációját biztosította, lehetővé téve a különböző fajok és egyedek tanulmányozását. A Triceratops maradványait ezután az Egyesült Államok Montana és Dél-Dakota államaiban, valamint a kanadai Saskatchewan és Alberta tartományokban is megtalálták.

### Fajok
A Triceratops leírása utáni első évtizedben különböző koponyák kerültek elő, melyek között voltak kisebbek és nagyobbak is az eredeti, Marsh által T. horridusnak nevezett Triceratopsénál. A név a latin horridus 'durva', 'ráncos', 'borzasztó' szóból származik, és a később idős egyedként azonosított típuspéldányhoz tartozó csontok durva felületére utal. Ez a változatosság nem meglepő, mivel a különböző korú és ivarú Triceratopsok koponyái háromdimenziós tárgyak, melyek különböző mértékű és irányú nyomásnak voltak kitéve a fosszilizálódás során. A felfedezők a leletek alapján különféle fajokat hoztak létre (lásd lentebb) és többféle filogenetikai mintát dolgoztak ki arra vonatkozóan, hogy ezek hogyan kötődnek egymáshoz.

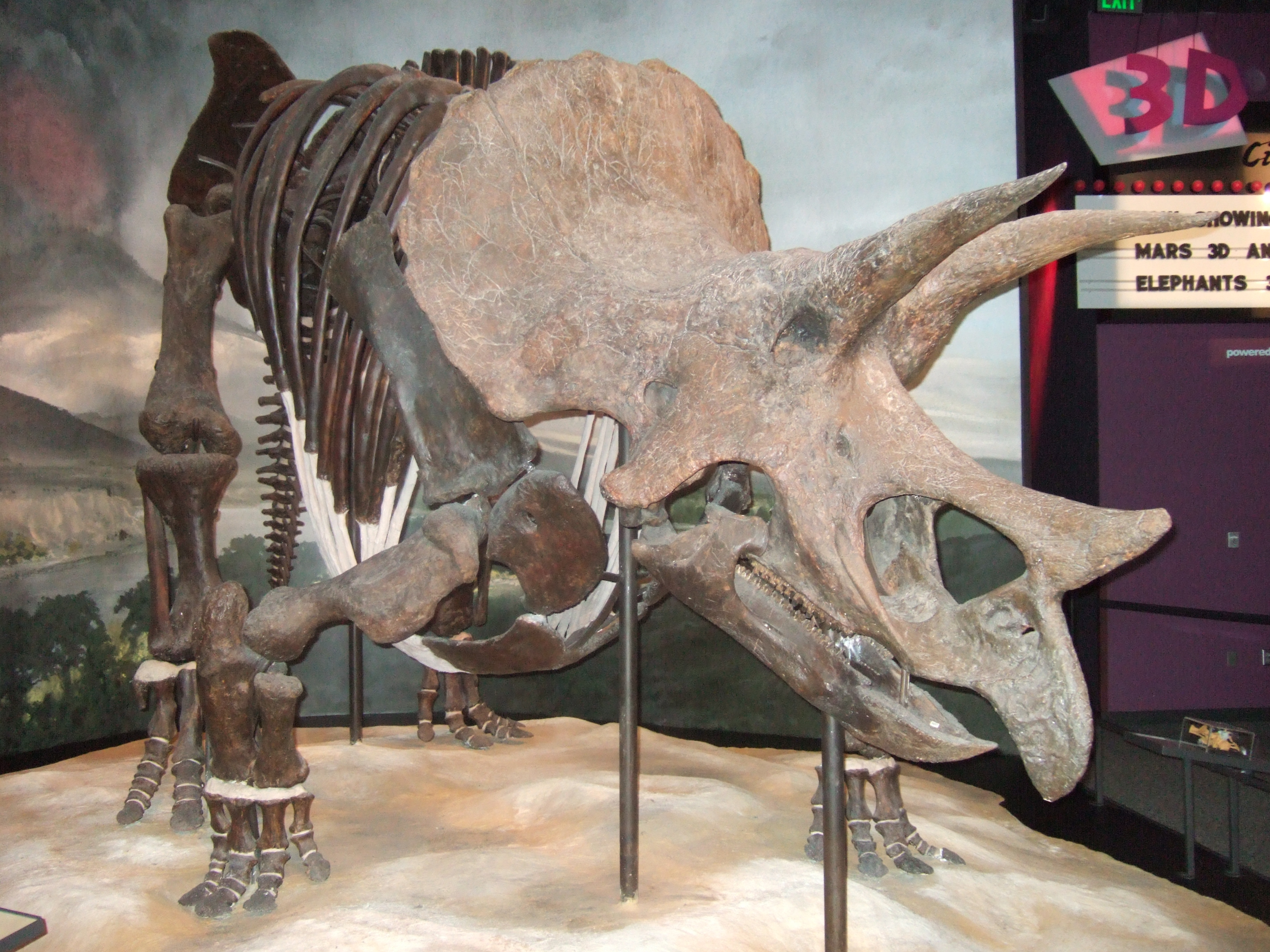
A Triceratops prorsus a Minnesotai Tudományos Múzeumban (Science Museum of Minnesota)

Lull, amikor először próbálta értelmezni a fajokat, két csoportot talált, de azt nem fogalmazta meg, hogy mi a különbség a kettő között: az egyikbe a T. horridus, a T. prorsus, és a T. brevicornus; a másikba pedig a T. elatus és a T. calicornis tartozik. Két faj (a T. serratus és a T. flabellatus) nem tartozik egyik csoportba sem.
1933-ban, és az összes ismert ceratopsiáról szóló 1907-es, mérföldkőnek számító Hatcher-Marsh-Lull-féle monográfia áttekintésében megtartotta a két csoportot és a két különálló fajt, egy harmadik, a T. obtusus és a T. hatcheri által képviselt, nagyon kis orrszarv jellemezte fejlődési vonallal együtt. A T. horridus–T. prorsus–T. brevicornus jelenleg a legkonzervatívabbnak számító fejlődési vonal, növekvő koponyával és csökkenő orrszarv mérettel, a T. elatus–T. calicornis fejlődési vonalat pedig a kis orrszarv mellett nagy szemöldökszarv jellemzi. C. M. Sternberg módosította az elméletet a T. eurycephalus hozzáadásával, és kijelentette, hogy ez a faj kapcsolatot képez a második és a harmadik fejlődési vonal között, melyek közelebb állnak egymáshoz, mint a T. horridus által képviselt vonalhoz. Az 1980-as és az 1990-es évek nagyobb tanulmányai ezt a mintát követték.

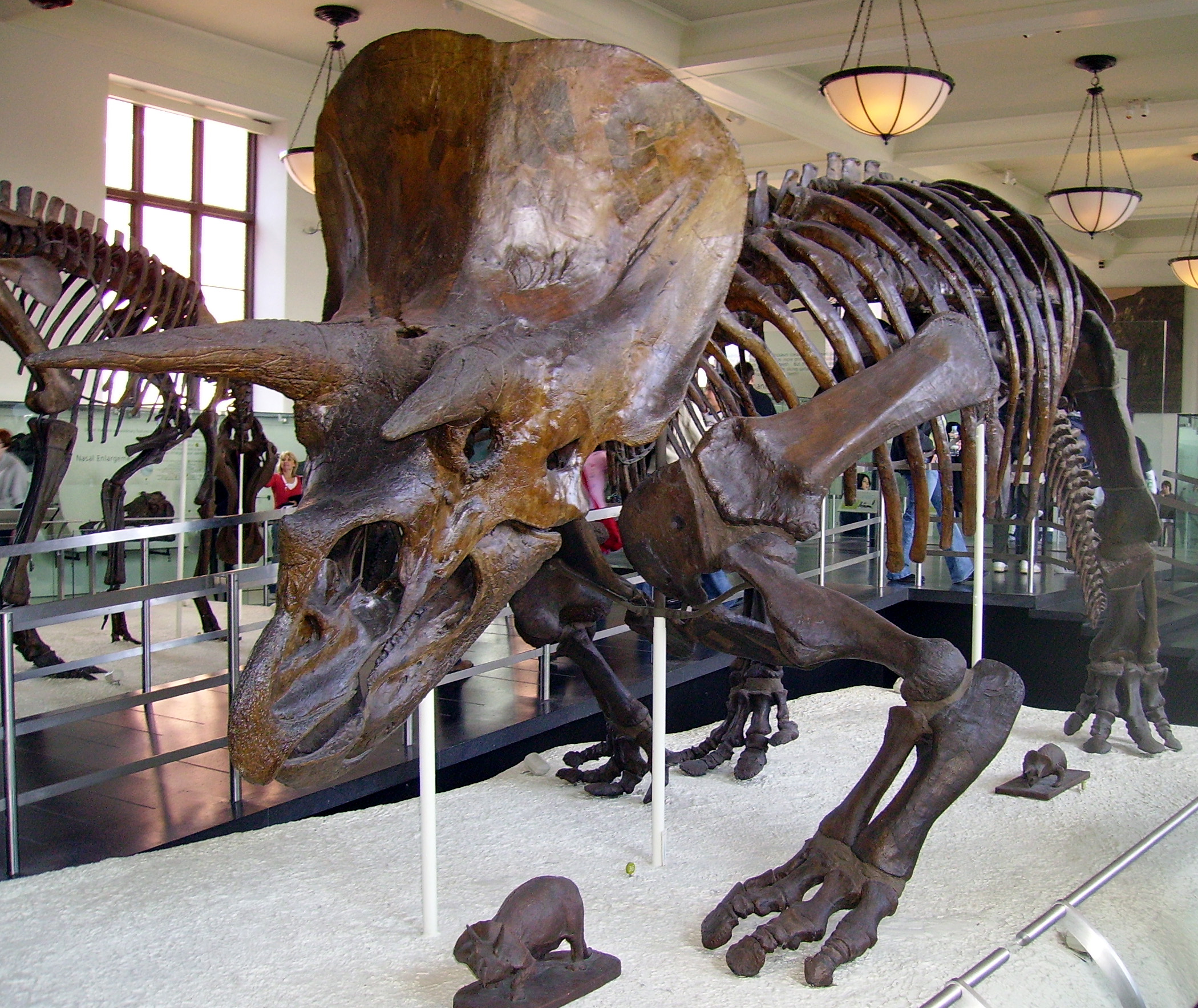
A Triceratops horridus csontváza a New York-i Amerikai Természetrajzi Múzeumban

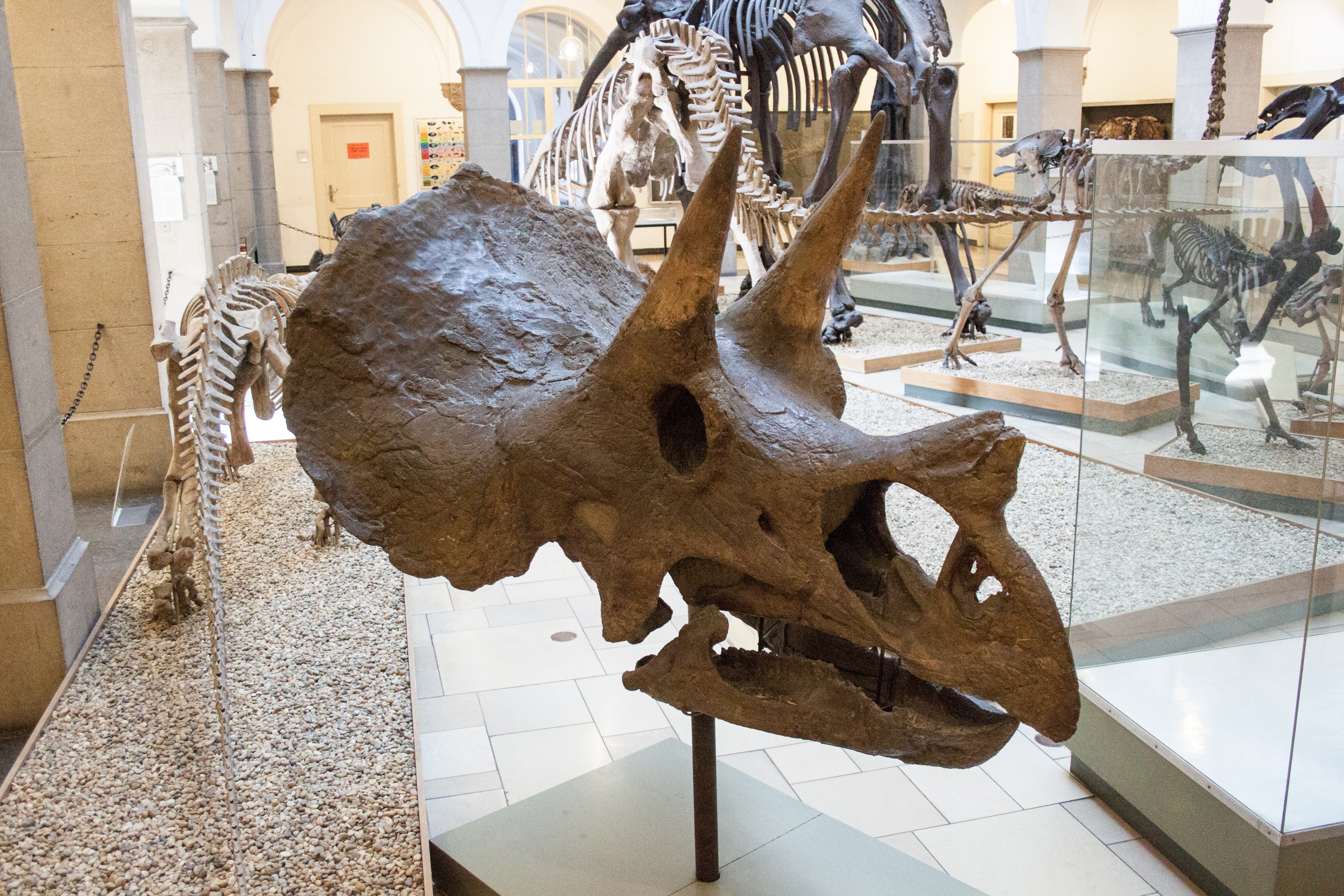
A Triceratops horridus koponyája a Müncheni Palaeontológiai Múzeumban

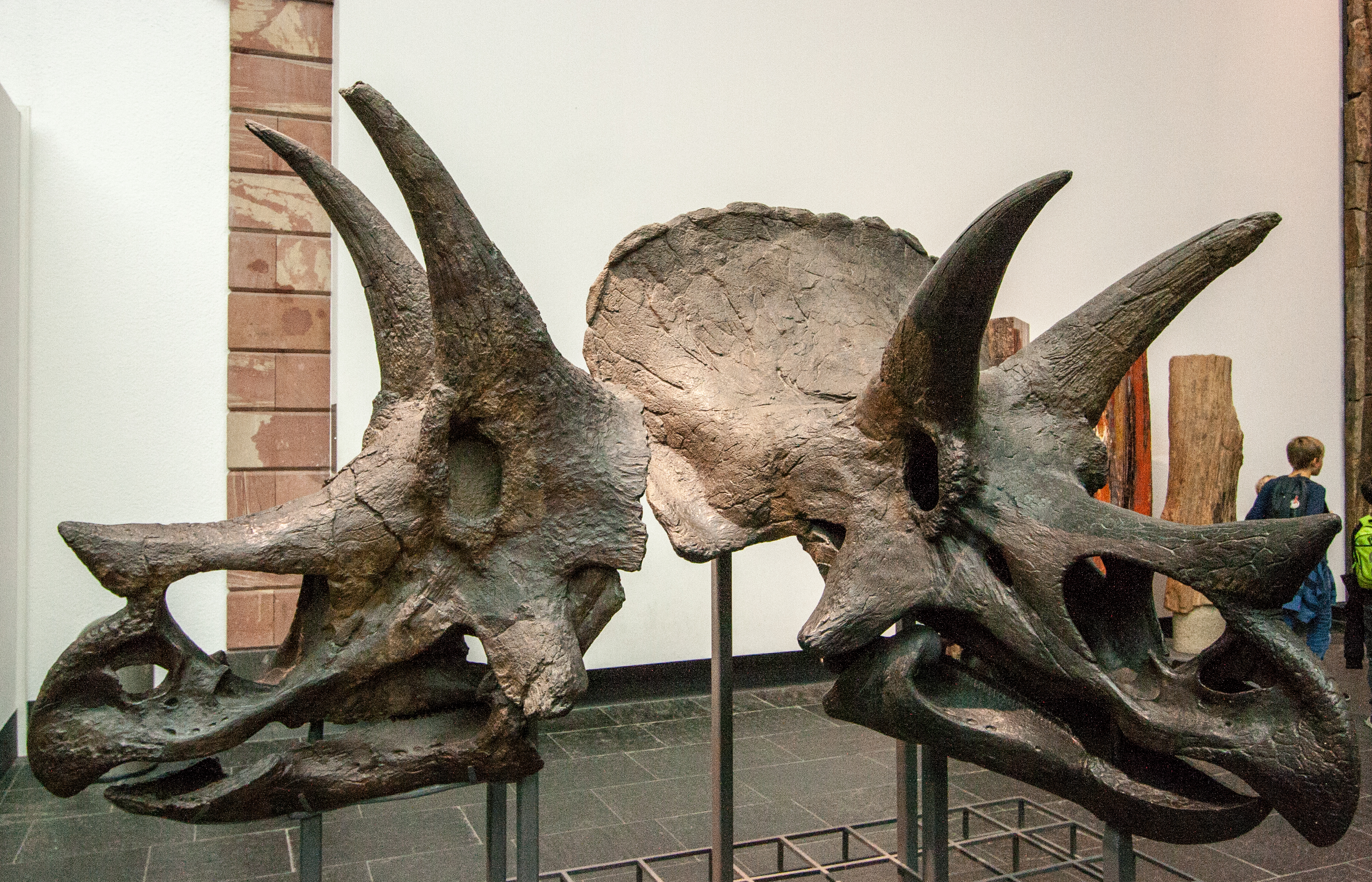
Triceratops koponyák a frankfurti Senckenberg Naturmuseumban

Idővel azonban az az elmélet, ami szerint a különböző koponyák egyedi változatosságot képviselnek egy (vagy két) fajon belül, egyre népszerűbbé vált. 1986-ban John Ostrom és Peter Wellnhofer megjelentetett egy cikket, amiben azt állították, hogy csak egyetlen faj létezett, a Triceratops horridus. Magyarázatuk részét képezte, hogy a nagy méretű állatoknak egy területen általában csak egy vagy két faja volt (modern példa erre az afrikai elefánt és a zsiráf). Felfedezésüket Lehman kiegészítette a Lull-Sternberg-féle fejlődési vonalak és a nemi kétalakúság kombinációjával, kijelentve, hogy a T. horridus–T. prorsus–T. brevicornus fejlődési vonal nőstényekből, a T. calicornus–T. elatus fejlődési vonal hímekből, a T. obtusus–T. hatcheri fejlődési vonal pedig beteg, idős hímekből állt. Indoklása szerint a hímek magasabb testtel, egyenesebb szarvakkal és hosszabb koponyával, a nőstények pedig kisebb koponyával és rövidebb, előre hajló szarvakkal rendelkeztek.
Ezeket a megállapításokat néhány évvel később Catherine Forster megkérdőjelezte, mikor alaposabban újraelemezte a Triceratops leletanyagot, és kijelentette, hogy a maradványok két fajra oszthatók fel, a T. horridusra és a T. prorsusra, viszont a T. (jelenleg Nedoceratops) hatcheri koponyája eléggé eltért ahhoz, hogy önálló nembe sorolják be. Úgy találta, hogy a T. horridus és néhány másik faj összetartozott, a T. prorsus és a T. brevicornus pedig különállt, és mivel az első csoportban sokkal több példány volt, arra a következtetésre jutott, hogy a két csoport két fajt képez. Lehetséges még az a magyarázat is, hogy egyetlen olyan fajról van szó, amelyre jellemző a nemi kétalakúság.
2009-ben John Scannella új dimenzióval bővítette ezt a lehetőséget, átsorolva a régóta különálló ceratopsidanemnek tekintett Torosaurust a Triceratops felnőtt formájává. A fosszilis bizonyíték arra utalt, hogy a Torosaurus egyedi jellegzetességei a Triceratops példányaihoz, talán egy adott ivarú és idősödő egyedekhez tartoztak (lásd lentebb).

#### Érvényes fajok
- T. horridus (Marsh, 1889) (eredetileg Ceratops) (típusfaj)
- T. prorsus (Marsh, 1890)

#### Kétséges fajok
Az alábbi fajok nomen dubiumnak (kétséges névnek) számítanak, és olyan maradványokon alapulnak, amik túl rossz állapotúak vagy hiányosak egy meglevő Triceratops faj kiválasztásához.
- T. albertensis (C. M. Sternberg, 1949)
- T. alticornis (Marsh, 1887 (eredetileg Bison))
- T. eurycephalus (Schlaikjer, 1935)
- T. galeus (Marsh, 1889)
- T. ingens (Lull, 1915)
- T. maximus (Brown, 1933)
- T. sulcatus (Marsh, 1890)

#### Téves nevek
- T. brevicornus (Hatcher, 1905) (=T. prorsus)
- T. calicornus (Marsh, 1898) (=T. horridus)
- T. elatus (Marsh, 1891) (=T. horridus)
- T. flabellatus (Marsh, 1889) (=T. horridus)
- T. hatcheri (Lull, 1905) (=Nedoceratops hatcheri)
- T. mortuarius (Cope, 1874) (nomen dubium; eredetileg Polyonax; =Polyonax mortuarius)
- T. obtusus (Marsh, 1898) (=T. horridus)
- T. serratus (Marsh, 1890) (=T. horridus)
- T. sylvestris (Cope, 1872) (nomen dubium; eredetileg Agathaumas sylvestris)

### Torosaurus

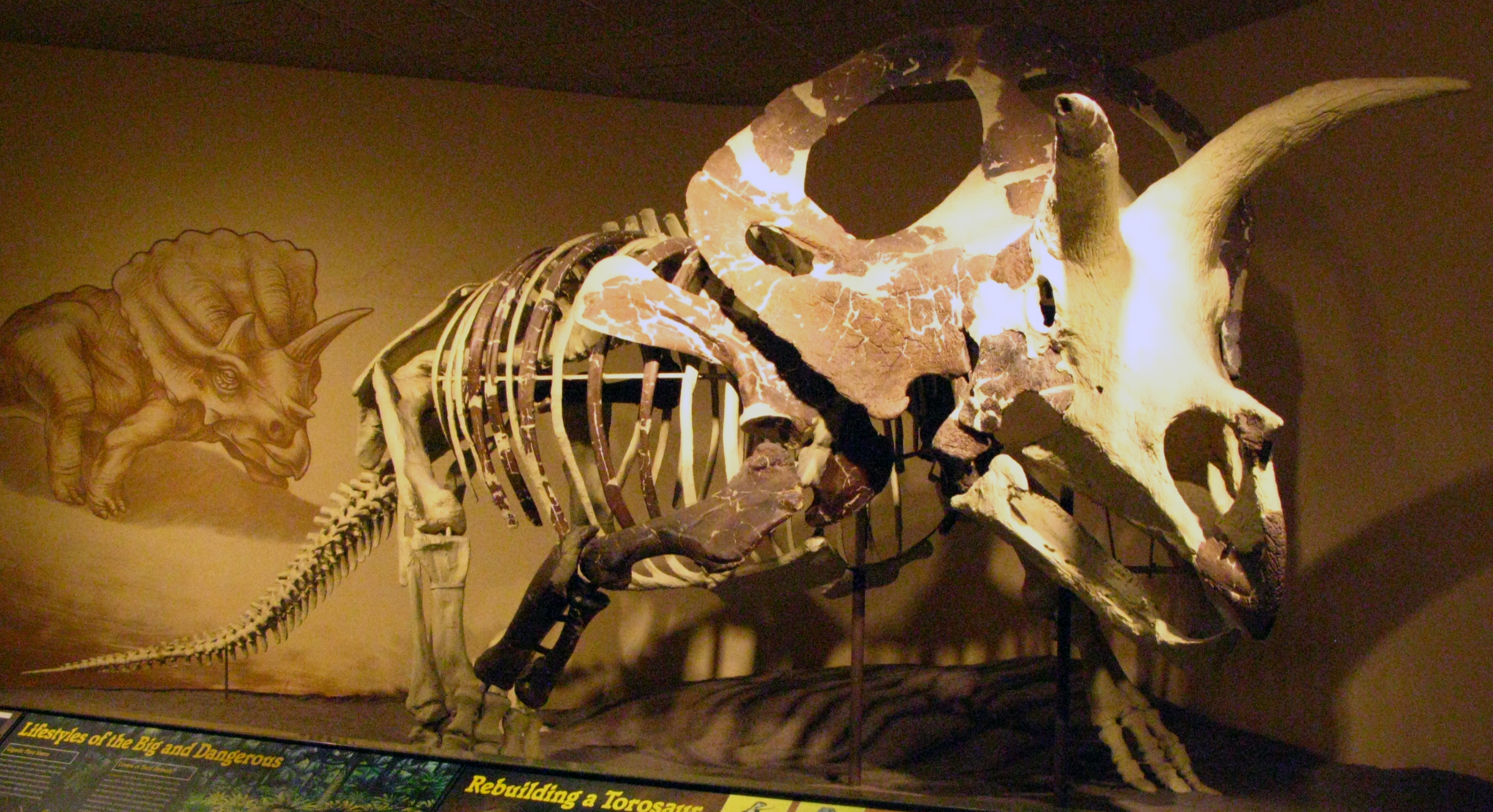
A Torosaurus felállított csontváza Milwaukee-ban

A Torosaurus ceratopsidanemet elsőként egy pár koponya alapján azonosították 1891-ben, két évvel a Triceratops felfedezése után. A Torosaurus és a Triceratops hasonlít egymásra a földtörténeti kor, az elterjedés, az anatómia és a fizikai méret tekintetében, emellett pedig felismerték, hogy a két nem közeli rokonságban áll egymással. Megkülönböztető jellemzője a meghosszabbodott koponya és a nyakfodron levő két lyuk vagy nyílás. A montanai Hell Creek-formációban a dinoszauruszok egyedfejlődését (növekedését és egész életen át tartó fejlődését) tanulmányozó őslénykutatók bizonyítékot találtak arra, hogy a két állat valójában egyetlen nemhez tartozik.
John Scannella a Gerinces Őslénytani Társaság (Society for Vertebrate Paleontology) ülésének alkalmából (2009. szeptember 25-én) megjelent cikkében a Torosaurust a Triceratops különösen fejlett, és feltehetően egyetlen ivarhoz tartozó egyedeként sorolta be. Jack Horner, aki Scannella mentora a Montanai Egyetemen (University of Montana), megjegyezte, hogy a ceratopsia koponyák metaplasztikus csontot tartalmaztak. A metaplasztikus csont az idő múlásával képes meghosszabbodva (kiterjedve) vagy megrövidülve (felszívódva) új alakokat felvenni. A Triceratopshoz besorolt koponyáknál jelentős változások figyelhetők meg, Horner szerint „míg a fiataloknál a szarv hátrafelé irányul, addig a felnőtteknél előrefelé”. A majdnem kifejlett Triceratops példányok koponyáinak körülbelül 50%-a esetében két vékony terület fedezhető fel a nyakfodor azon részein, ahol a Torosaurus koponyákon a lyukak találhatók, ami arra utal, hogy a nyílások a felnőtt Triceratopsoknál a hosszabbra növő nyakfodor tömegének csökkentése érdekében alakultak ki.

### Evolúciós eredet

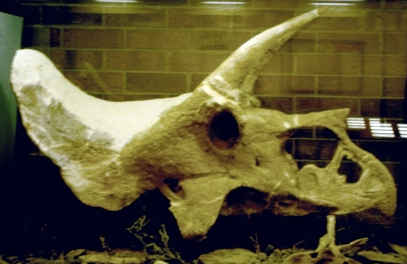
Egy Triceratops koponya, melyet a kelet-coloradói Laramie-formációban fedeztek fel. A formáció kora alapján ez lehet a legkorábbi ismert Triceratops

A Triceratops eredete a megtalálását követően sok éven át nagyon bizonytalan maradt. Henry Fairfield Osborn 1922-ben az újonnan felfedezett Protoceratopsban látta az állat ősét, de évtizedekkel azelőtt elhunyt, mielőtt a további leletek napvilágra kerültek volna. Több, mint fél évszázaddal később azonban több, a Triceratops őseivel rokonságban álló dinoszaurusz maradványa is felbukkant. Az 1990-es évek második felében megtalált Zuniceratops a legkorábbi ismert, szemöldökszarvakkal rendelkező ceratopsia, a 2005-ös Yinlong pedig az első jura időszaki ceratopsiaként vált ismertté.
Ezek az új felfedezések fontosak a szarvas dinoszauruszok eredetének felvázolásában, és arra utalnak, hogy a csoport a jura időszaki Ázsiából származik, illetve, hogy az igazi szarvas dinoszauruszok a késő kréta kor kezdetén, Észak-Amerikában jelentek meg. Ahogy a Triceratops egyre inkább a hosszú nyakfodrú Ceratopsinae alcsalád tagjának tűnik, annál valószínűbb, hogy az őse az 5 millió évvel korábban élt Chasmosaurusra hasonlított.

## Ősbiológia

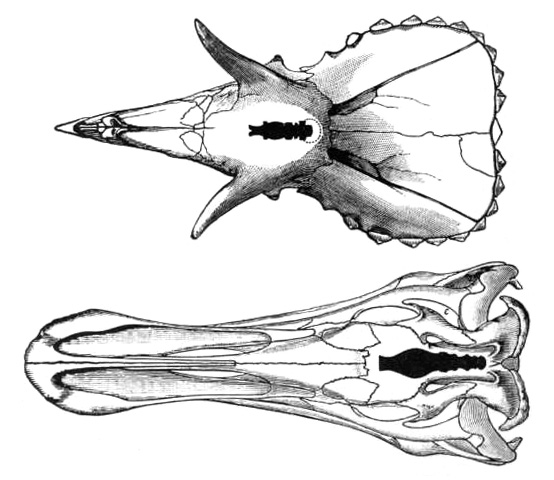
Egy 1905-ben készült ábra, amin sötét foltként jelölve a Triceratops (felül) és a Trachodon (alul) aránylag kis, nagyjából ököl méretű agya látható

Bár a Triceratopsot gyakran ábrázolják csordában élő állatként, jelenleg kevés bizonyíték létezik arra vonatkozóan, hogy csoportokban élt. Miközben több más szarvas dinoszaurusszal kapcsolatban két, több száz vagy több ezer egyed maradványait őrző csontmeder vált ismertté, eddig csak egyetlen, főként a Triceratopshoz kapcsolódó csontmedret dokumentáltak: egy délkelet-montanai lelőhelyről három fiatal példány fosszíliája került elő. Fontos lehet, hogy csak kifejletlen állatok maradványait találták meg.
Sok éven át csak magányos Triceratops leletek bukkantak fel. Ezek a maradványok viszont nagyon gyakoriak; például Bruce Erickson, a Minnesotai Tudományos Múzeum (Science Museum of Minnesota) őslénykutatója 200, a montanai Hell Creek-formációból származó T. prorsus példányról számolt be. Ehhez hasonlóan Barnum Brown 500 koponyáról adott hírt. Mivel a fogai, szarvtöredékei, nyakfodor darabjai és más koponyarészei gyakori fosszíliák a Lance-formáció késő maastrichti korszakhoz tartozó, 68–66 millió éves kőzeteiben, a Triceratopsot az időszak domináns növényevői között, illetve leginkább domináns növényevőjeként tartják számon. 1986-ban Robert T. Bakker úgy becsülte, hogy a nagy, kréta időszak végén élt dinoszaurusz fauna 5/6-od részét tették ki. A többi állattól eltérően a Triceratops koponya fosszíliái jóval gyakoribbak a koponya alatti csontváz részeinél, ami arra utal, hogy a koponya szokatlanul alkalmas volt a fosszilizálódásra.
A Triceratops a kréta–tercier kihalási esemény előtti egyik legutolsó ceratopsianem volt. A rokonságába tartozó Nedoceratops és Torosaurus, valamint a távolabbi rokonságába tartozó apró Leptoceratops mellette éltek, a kövületeik azonban jóval ritkábban kerülnek elő.

### Fogazat és étrend
A Triceratops növényevőként élt, és mivel a feje alacsonyan helyezkedett el, elsődleges tápláléka valószínűleg az aljnövényzet volt, azonban a szarvai, a csőre és a tömege segítségével képes lehetett a magasabb növényeket is kidönteni. Az állcsontja egy mély, keskeny csőrben végződött, ami talán alkalmasabb volt a megragadásra és a tépésre, mint a rágásra.
A Triceratops fogai mindkét oldalon 36–40 oszlopot tartalmazó készletekben helyezkedtek el, az állat méretétől függően oszloponként 3–5 darab foggal. Így ez a dinoszaurusz összesen 432–800 foggal rendelkezett, melyekből egyszerre csupán maroknyi volt használatban (a fogak cseréje folyamatosan történt, és egy teljes életen át tartott). A fogak célja a függőleges, illetve közel függőleges irányú mozgással történő darabolás volt. A Triceratops nagy mérete és magas fogszáma alapján nagy mennyiségű rostos növényi anyagot, egyesek szerint pálmákat és cikászokat, míg mások szerint síkságokon növő harasztokat fogyasztott.

### A szarvak és a nyakfodor feladatai

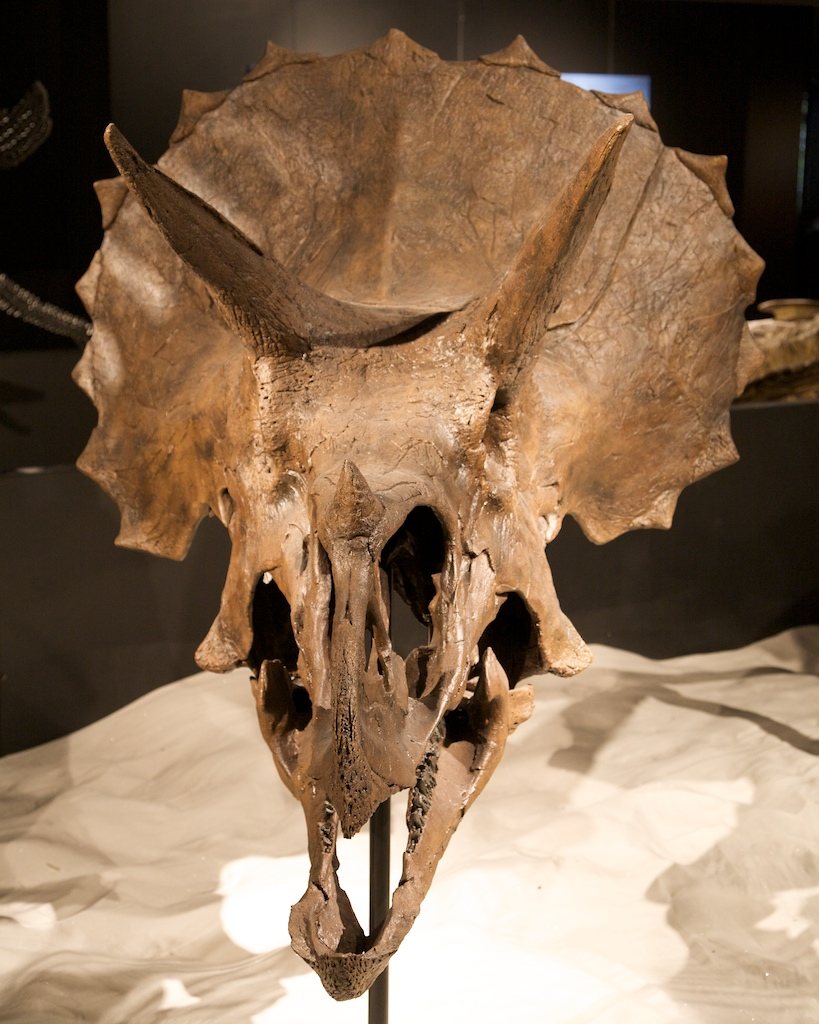
A Triceratops koponyája a nyakfodron levő epoccipialokkal (a nyakfodor hegyes csontjaival)

Sok elképzelés született a Triceratops fejdíszeinek céljait illetően. A két fő elmélet a harcban való használat, illetve a jelzés és udvarlás területére összpontosul, a kettő közül pedig jelenleg az utóbbi tűnik legvalószínűbb elsődleges célnak.
A 20. század elején az amerikai őslénykutató, R. S. Lull kijelentette, hogy a ceratopsia dinoszauruszok nyakfodra izomtapadási pontként szolgált az állkapocs izmok számára, elősegítve a megnagyobbodásukat és a megerősödésüket. Ezt az elképzelést egyes későbbi szerzők éveken át támogatták, de a későbbi tanulmányok nem találtak bizonyítékot a nyakfodor csontok nagy izomtapadási pontjaira vonatkozóan.
A Triceratopsról sokáig azt gondolták, hogy valószínűleg a szarvai és a nyakfodra segítségével harcolt az olyan ragadozókkal, mint a Tyrannosaurus, de az ötletet 1917-ben C. H. Sternberg, majd 70 évvel később Robert Bakker is vitatni kezdte. Egy Triceratops szemöldökszarván és squamosális csontján talált, részben begyógyult Tyrannosaurus fognyomok bizonyítékkal szolgálnak a két állat összecsapásaira; a megharapott szarv még el is tört, majd tovább növekedett. Az hogy melyik állat volt a támadó, nem állapítható meg. A Tyrannosaurusról ismert, hogy táplálkozott a Triceratopsszal. Az erre utaló bizonyítékok között található egy fognyomokat viselő Triceratops medencecsont és egy keresztcsont is.
A BBC 2005-ös, The Truth About Killer Dinosaurs (Az igazság a gyilkos dinoszauruszokról) című dokumentumfilmjében látható egy teszt a Triceratops nagy ragadozókkal, például a Tyrannosaurusszal szembeni védekezési lehetőségeivel kapcsolatban. Annak ellenőrzéséhez, hogy a Triceratops egy ma élő orrszarvúhoz hasonlóan megtámadhatott-e más dinoszauruszokat, egy Triceratops koponya modellt készítettek, amit 24 km/h-s sebességgel nekivezettek egy darab mesterséges Tyrannosaurus bőrnek. A szemöldökszarvak áthatoltak a bőrön, az orrszarv és a csőr azonban nem, a koponya eleje pedig összetört. A következtetés alapján a Triceratops számára ezen a módon lehetetlen lett volna az önvédelem, ehelyett valószínűbb, hogy inkább állva várta a ragadozó támadását, és mikor az a közelébe ért, a szarvai segítségével próbálta megsebesíteni az állatot. A vizsgálati módszer azonban hibás volt. A koponyát egy acélkeretre rögzítették, ezért nem volt lehetősége a rugalmas gerinc és a test izmai által biztosított elmozdulásra vagy hátrahúzódásra. A Triceratops képtelen lett volna ilyen rugalmatlan módon futni és nekiütközni valaminek.

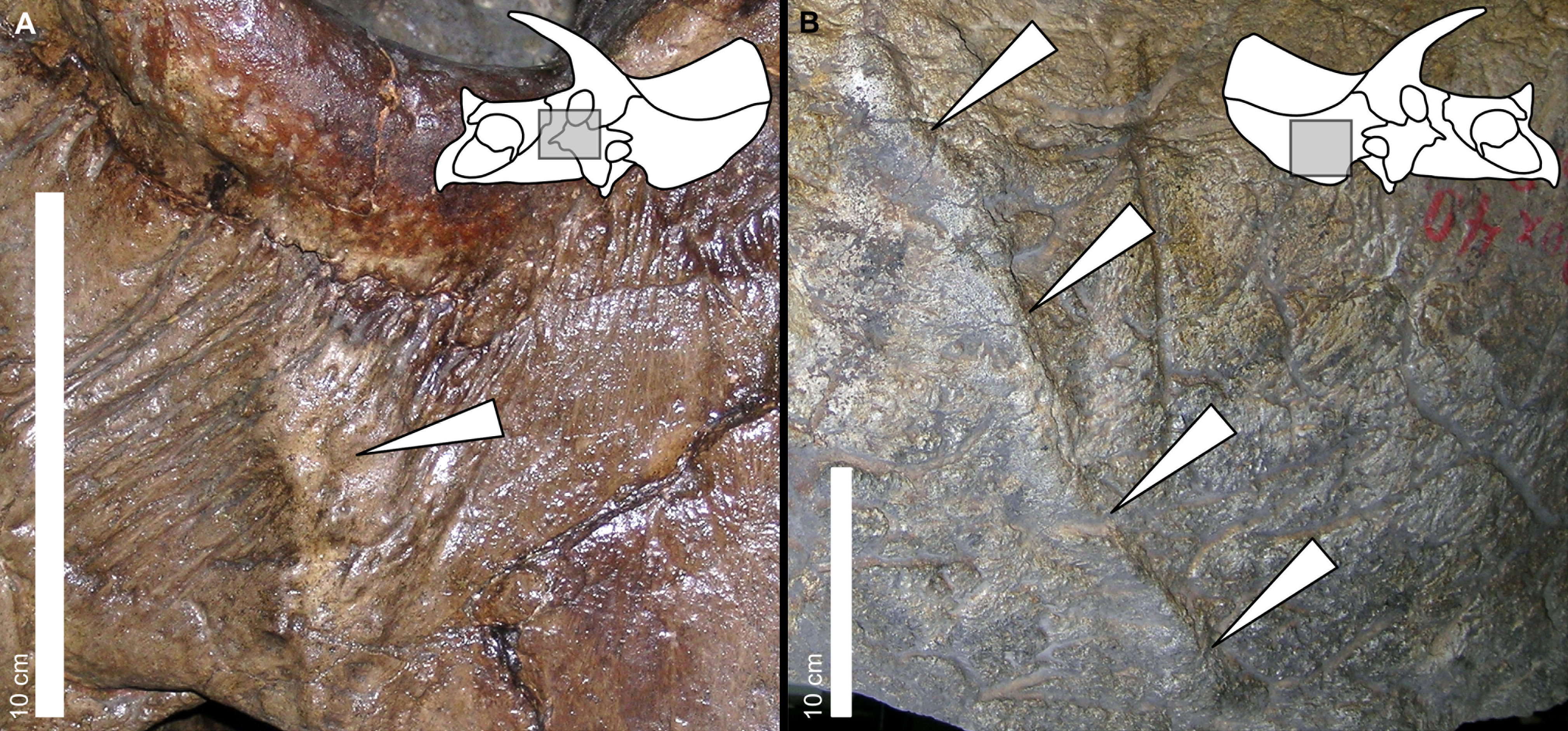
Példák a periostealis reakciójú csontokra a Triceratops egyes példányainál

A ragadozókkal való harc mellett a Triceratopsokat gyakran mutatják be egymással szemben, (a szarvasfélék agancsaihoz hasonlóan) összeakasztott szarvakkal vívott küzdelem közben. Bár a tanulmányok valószínűként mutatják be ezt a tevékenységet, kérdéses, hogy, ha a ma élő szarvas állatokra nem jellemző, akkor vajon tényleg tettek-e ilyesmit. Habár a Triceratops (és egyéb ceratopsida) koponyákon talált mélyedéseket, lyukakat, horzsolásokat és más sérüléseket gyakran a szarvak harc közben okozott sebeknek tulajdonítják, egy 2006-os tanulmány nem talált bizonyítékot arra, hogy ezeket az elváltozásokat szarvakkal történt szúrás okozta (például sem fertőzésnek, sem gyógyulásnak nincs jele). Ehelyett a szerzők nem kóros csontfelszívódást vagy ismeretlen csontbetegséget állapítottak meg magyarázatként. Egy 2009-es tanulmány azonban összehasonlította a koponyán levő horzsolások előfordulási arányát a Triceratops és a Centrosaurus esetében, és megállapította, hogy azok a Triceratopsnál egybevágnak a harchoz használt szarvakkal és a védekezéshez alkalmazkodott nyakfodorral, továbbá, hogy a Centrosaurus esetében az alacsonyabb sérülési arány azt jelezheti, hogy a koponyadísz inkább vizuális, mint fizikai célt szolgált, illetve, hogy a harc során az állatok a test más részeire összpontosítottak. A kutatók azt is megállapították, hogy a vizsgált példányokon talált sérülések túlságosan helyhez kötöttek ahhoz, hogy csontsérülések eredményei legyenek.
A nagy nyakfodor segíthetett a testfelület hőszabályzás érdekében történő megnövelésében, ahogyan azt a ma élő elefántok fülei is teszik. Ehhez hasonló elmélet született a Stegosaurus lemezeivel kapcsolatban is, de mindez önmagában nem elegendő a Ceratopsidae család tagjainál látható bizarr és túlzott elváltozások megmagyarázására. Ez a megfigyelés nagy mértékben arra utal, hogy e testrészek elsődleges célja a jelzés lehetett.

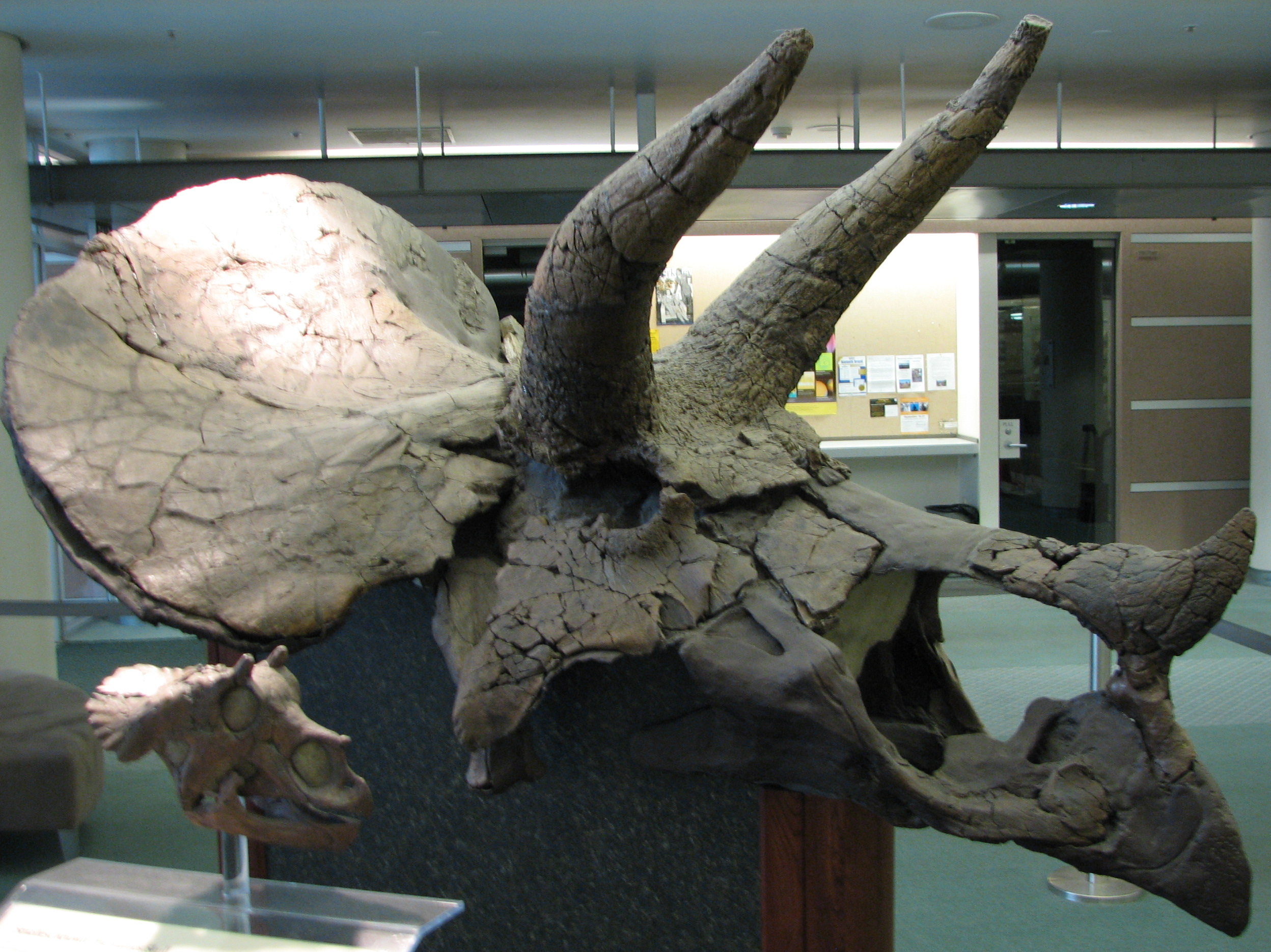
Egy fiatal és egy felnőtt koponyája – az előbbi mérete nagyjából egy felnőtt emberi fejének felel meg

Az elmélet, ami szerint a nyakfodor a párzás során történő pózolásra szolgált, 1961-ből, L. S. Davitasvilitől származik. Ez az elképzelés idővel egyre elfogadottabbá vált. A bizonyíték, ami alapján a látható jelzés fontos volt az udvarlás vagy más társas viselkedés során, abból a tényből következik, hogy a szarvas dinoszauruszok arcdíszei feltűnően különböztek, így az egyes fajok nagy mértékben eltértek egymástól. A ma élő, szarvakkal és arcdíszekkel rendelkező állatok ilyen módon használják hasonló függelékeiket.
Egy újabb keletű, a legkisebb Triceratops koponyáról szóló tanulmány megállapította, hogy a lelet egy fiatal példányhoz tartozott, a nyakfodor és a szarvak pedig a fejlődés nemi érettséget megelőző, igen korai stádiumában vannak, ezért valószínűleg fontosak lehettek a vizuális kommunikációban és általában a faj felismerésének elősegítésében. A nagy szemek és a megrövidült függelékek az „aranyos” állatbébik „védjegyei”, ami arra is utalhat, hogy a felnőtt Triceratops gondoskodott az utódairól.

## Popkulturális hatás

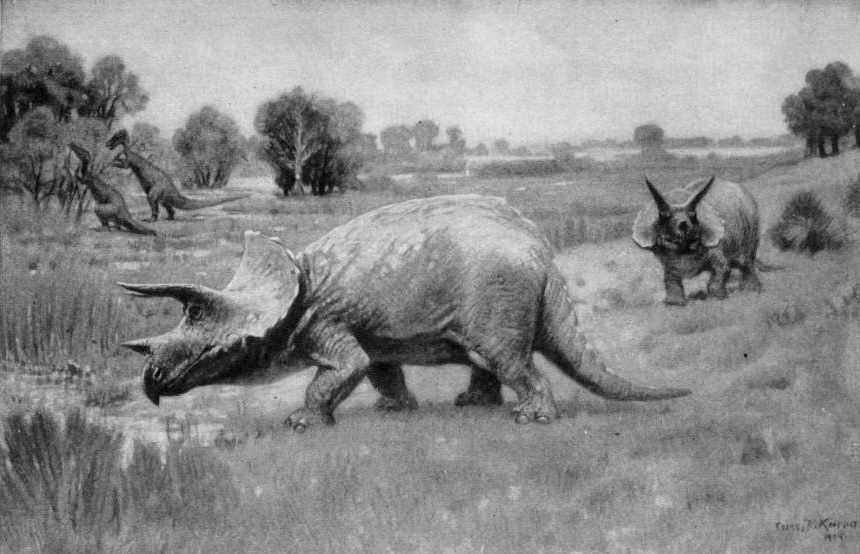
Egy Charles R. Knight által 1904-ben készített illusztráció

A Triceratops egyedi megjelenése ahhoz vezetett, hogy az állat egyre gyakrabban tűnt fel a játék- és dokumentumfilmekben, illetve a videójátékokban. A Jurassic Park című filmben egy beteg, az emberek ápolására szoruló példány látható. A film második és harmadik részében jóval aktívabb egyedek bukkannak fel. A Triceratops több nagyobb dokumentumfilmben is szerepel: ilyen a Dinoszauruszok, a Föld urai (Walking with Dinosaurs, 1999), Dinoszauruszok, az ősvilág urai (When Dinosaurs Roamed America, 2001), The Truth About Killer Dinosaurs (2005) és az Ősvilági kaland (Prehistoric Park, 2006), melyben egy egyed a Theo nevet kapja. Háromszarvú néven szerepel az Őslények országa (The Land Before Time, 1988) című animációs filmben és folytatásaiban, a Harry and His Bucket Full of Dinosaurs (2005) című gyermekkönyv- és rajzfilmsorozatban pedig „Trike” néven tűnik fel.

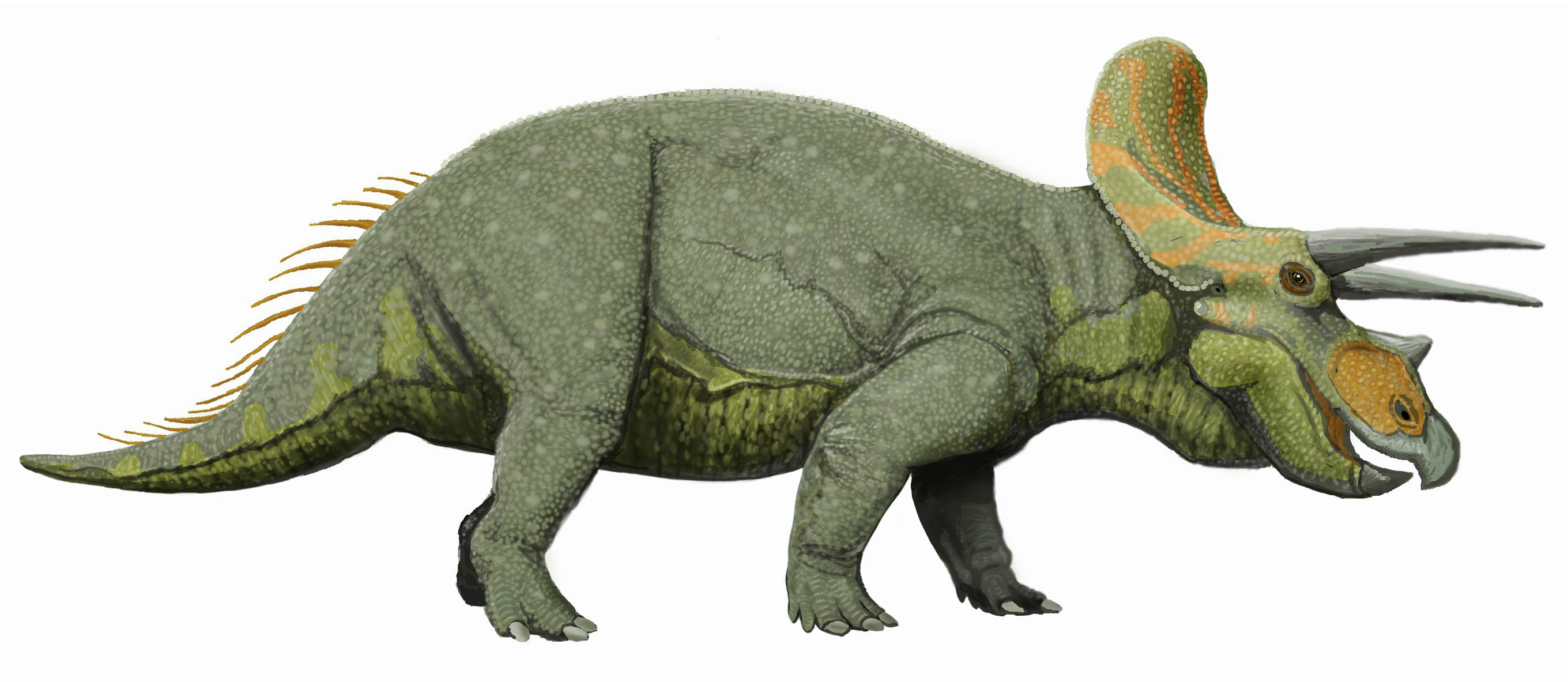
A Senckenberg Naturmuseumban található Triceratops csontváz alapján készült rekonstrukció

Főként a gyermekeknek szóló dinoszaurusz könyvek visszatérő témája a Triceratops és a T. rex közötti leszámolás. Ez annak tudható be, hogy e két dinoszauruszt gyakran gondolják, illetve ábrázolják természetes ellenségekként. Ehhez hasonló emlékezetes, de korszerűtlen párviadal látható az 1966-ban készült Egymillió évvel időszámításunk előtt (One Million Years B.C.) című filmben szereplő Ceratosaurus és T. rex között is.
A Triceratops több videójátékban is megtalálható, például olyan, a Jurassic Park filmek alapján készült játékokban, mint az 1997-es Jurassic Park: Chaos Island. Emellett feltűnik a Dino Crisis 2-ben, valamint a Turok sorozatban, a 2003-as Jurassic Park: Operation Genesisben és a Zoo Tycoon 2 Dino Danger Pack kiegészítésében. Látható a Rareware által készített játékokban, például a Diddy Kong Racingben és a Starfox Adventuresben is.
Képregényekben is szerepet kapott, a Transformers képregényekben Slag (Salak) néven tűnik fel a dinobotok csapatában. Később bekerült a rajzfilmsorozatba és az arról készült mozifilmbe is. Számos egyéb Triceratops Transformer is létezik, legutóbb például a Transformers: Animated rajzfilmben tűnt fel egy, noha a nevét Snarl-ra (Acsargó) változtatták.
A Triceratops (a faj meghatározása nélkül) az egyesült államokbeli Dél-Dakota hivatalos állami fosszíliája, továbbá Wyoming hivatalos állami dinoszaurusza.
Az Eric Walter Elst belga csillagász által 1988. február 17-én felfedezett kisbolygó a 9937 Triceratops nevet viseli.

## Fordítás
Ez a szócikk részben vagy egészben a Triceratops című angol Wikipédia-szócikk ezen változatának fordításán alapul.  Az eredeti cikk szerkesztőit annak laptörténete sorolja fel. Ez a jelzés csupán a megfogalmazás eredetét és a szerzői jogokat jelzi, nem szolgál a cikkben szereplő információk forrásmegjelöléseként.